# Alfons Bērziņš
Alfons Bērziņš (7. listopadu 1916 Riga – 16. prosince 1987 Riga) byl lotyšský a sovětský rychlobruslař.
Prvního světového šampionátu se zúčastnil v roce 1936, tehdy skončil osmý. Následně startoval na Zimních olympijských hrách 1936, kde bylo jeho nejlepším výsledkem 14. místo v závodě na 500 m (dále byl osmnáctý na 1500 m a 5000 m a devatenáctý na 10 000 m). Na MS 1938 se umístil těsně pod stupni vítězů na čtvrté příčce, tentýž rok debutoval na evropském šampionátu. Největších úspěchů dosáhl v další sezóně, kdy si přivezl zlatou medaili z Mistrovství Evropy. O několik týdnů později získal i stříbro na Mistrovství světa. V roce 1940 startoval na neoficiálním světovém šampionátu, který vyhrál. Poslední závod absolvoval v roce 1941, kdy skončil druhý na mistrovství Sovětského svazu.